# Forte de Crismina
O Forte da Crismina, localiza-se em 38° 43′ 22″ N, 9° 28′ 42″ O, sobre o mar, a norte da praia da Água Doce, na Freguesia e Município de Cascais, Distrito de Lisboa, em Portugal.
Pequena fortificação de marinha, foi erguido para o aquartelamento de uma pequena guarnição, com o fim de embaraçar o desembarque de uma eventual força ofensiva naquele trecho do litoral.
Atualmente entre a Estrada Marginal e o mar, junto à EN 247, encontra-se classificado como Imóvel de Interesse Público através do Decreto nº 95, de 29 de Setembro de 1978.

## Descrição
Trata-se de um forte de arquitectura militar barroca, de planta hexagonal irregular, apenas com algumas paredes erguidas, de um só piso. No frontespício abre-se uma porta, ligeiramente arqueada, sobreposta por uma lápide.